# Естепа (Севілья)
Естепа (ісп. Estepa) — муніципалітет в Іспанії, у складі автономної спільноти Андалусія, у провінції Севілья. Населення — 12 682 особи (2010).
Муніципалітет розташований на відстані близько 360 км на південь від Мадрида, 100 км на схід від Севільї.
На території муніципалітету розташовані такі населені пункти: (дані про населення за 2010 рік)
- Аламеділья: 27 осіб
- Естепа: 12561 особа
- Гальйо: 25 осіб
- Посо-дель-Вільяр: 29 осіб
- Ла-Салада: 40 осіб

## Демографія
Динаміка населення (INE ):

## Галерея зображень

Розташування муніципалітету Естепа у провінції Севілья
Старий герб
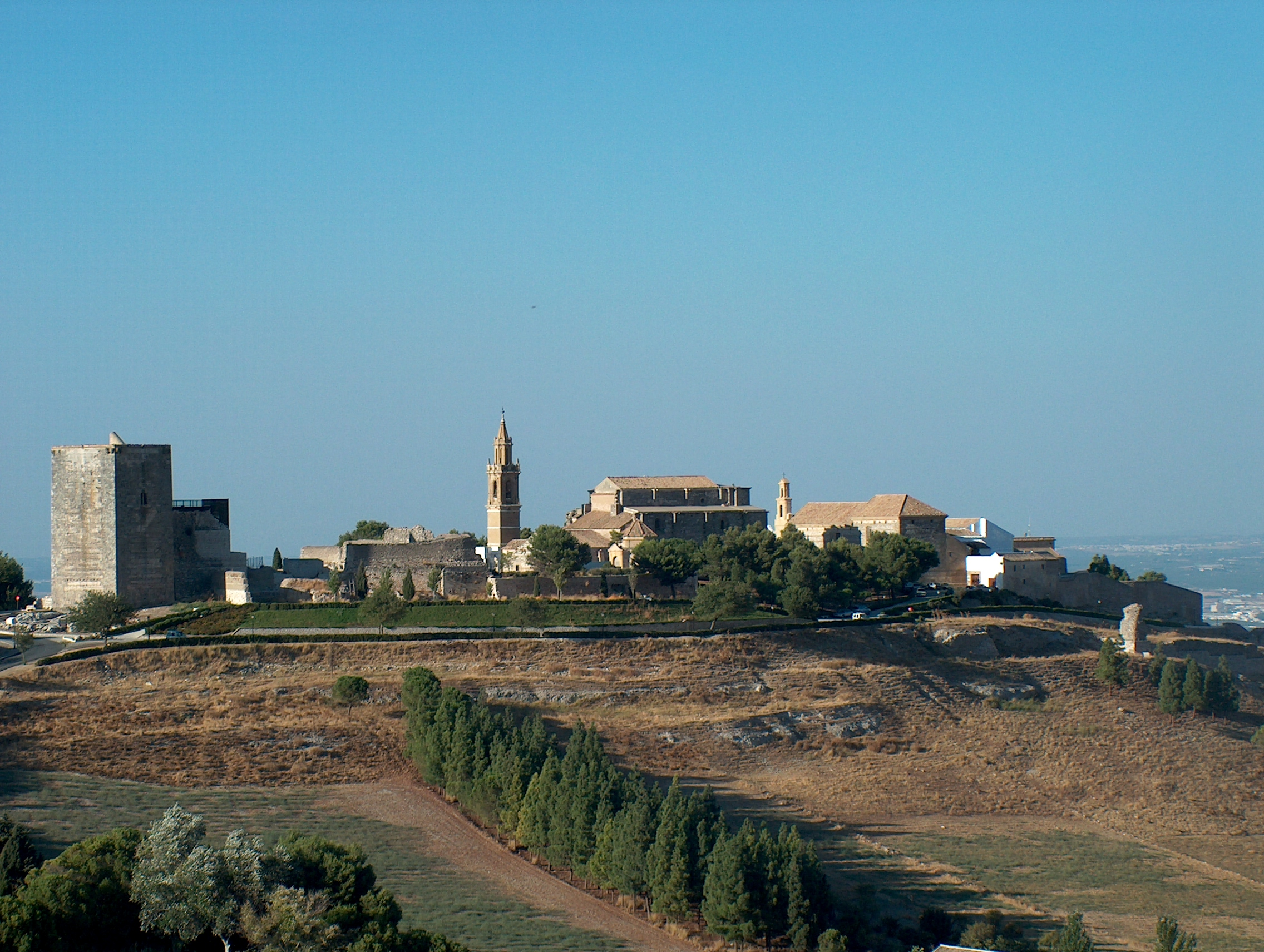
Пагорб Сан-Крістобаль, на якому розташована Естепа
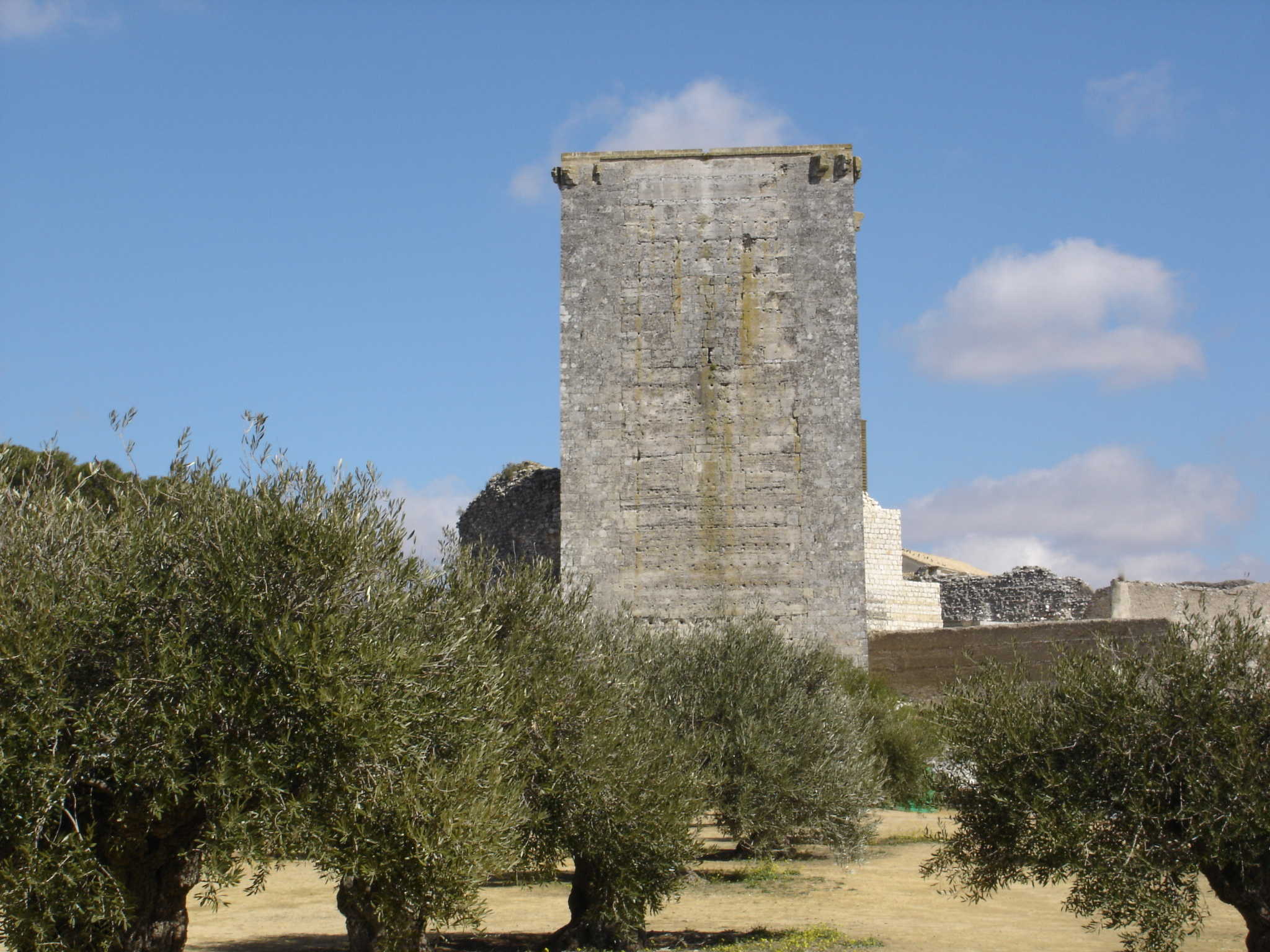
Центральна башта Алькасару Естепи
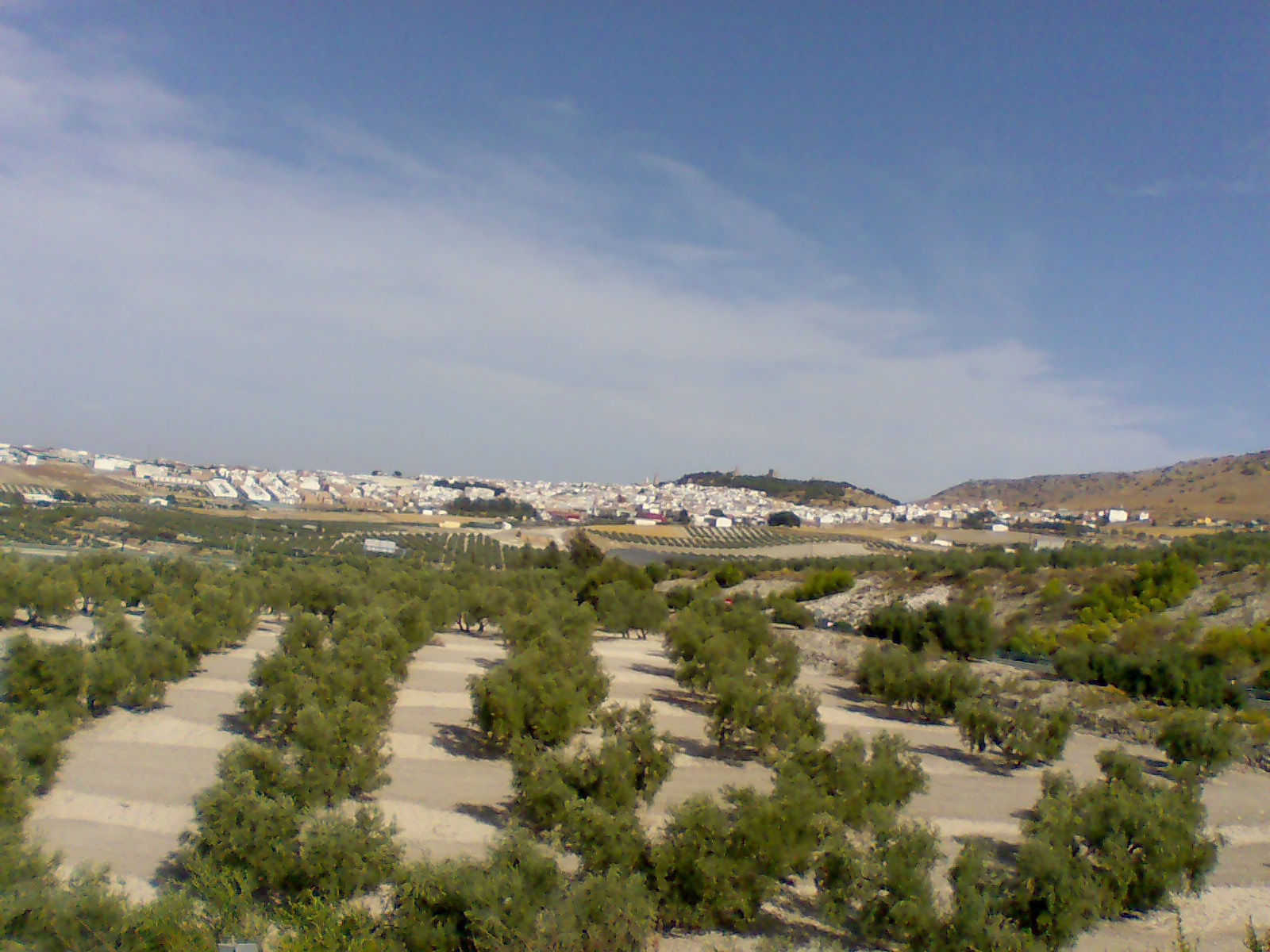
Естепа
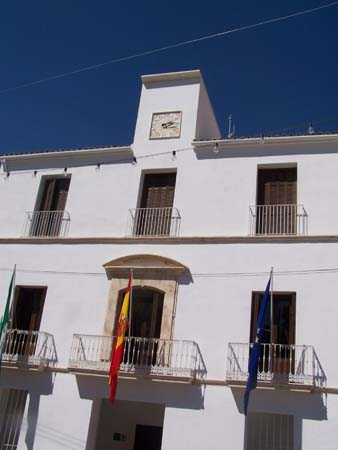
Муніципальна рада
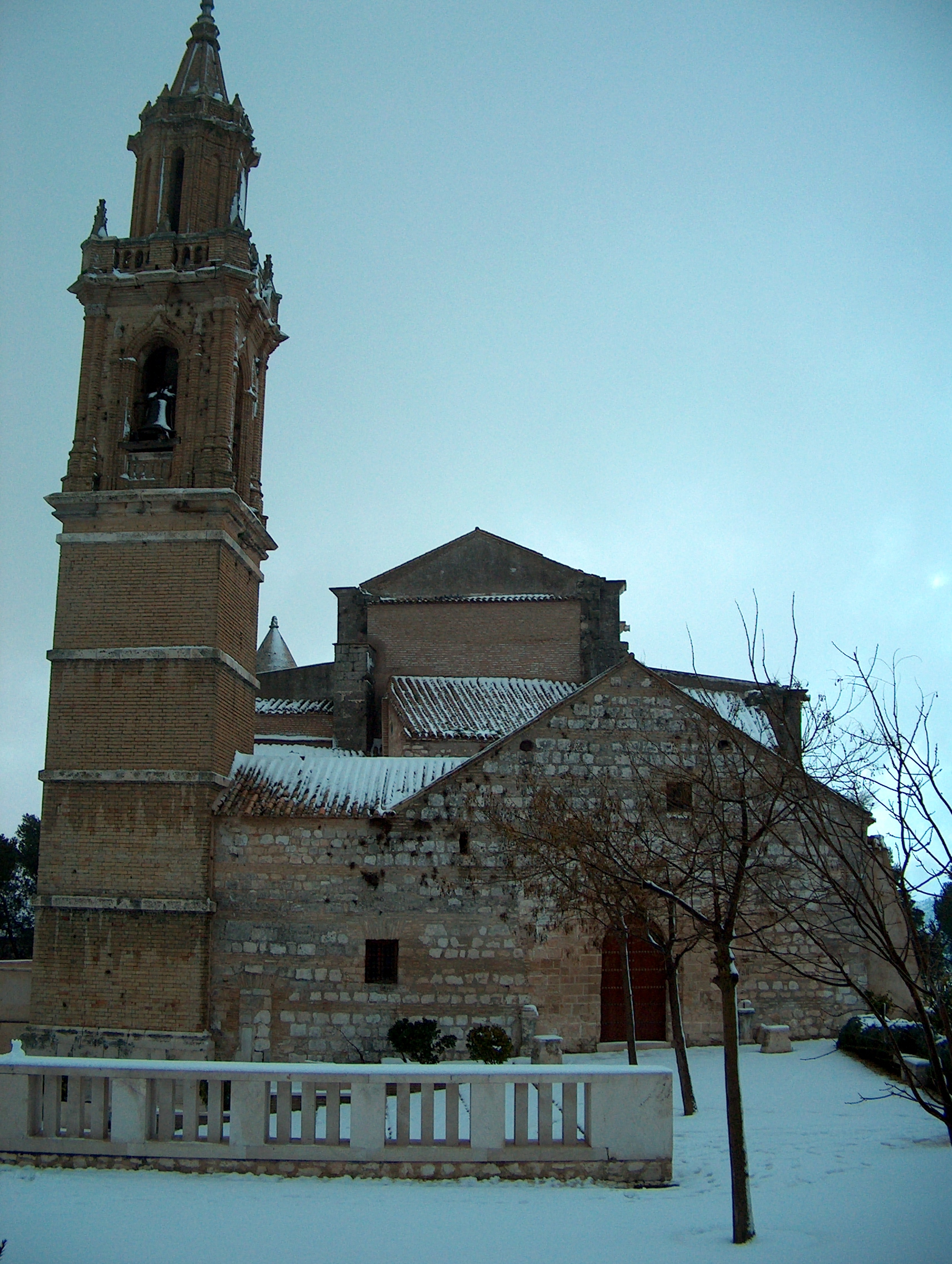
Церква Санта-Марія